# Alexis Tsipras
Alexis Tsipras (grekiska: Αλέξης Τσίπρας), född 28 juli 1974 i Aten, är en grekisk vänsterpolitiker. Han blev Greklands premiärminister 26 januari 2015 och meddelade sin avgång 20 augusti samma år. En månad senare, 21 september 2015, återkom han som landets premiärminister, vilket han sedan var till den 8 juli 2019. Han var partiledare för det grekiska partiet Syriza mellan 2009 och 2023. Tsipras var det Europeiska vänsterpartiets kandidat till posten som Europeiska kommissionens ordförande inför Europaparlamentsvalet 2014. I nyvalet i Grekland som hölls den 25 januari 2015 blev Syriza största parti med 36 procent av rösterna och 149 mandat i parlamentet.

## Biografi och politisk karriär
Alexis Tsipras föddes 1974 i Aten, tre dagar efter den grekiska militärjuntans fall. Han studerade till civilingenjör vid Tekniska universitetet i Aten och började därefter arbeta inom byggnadskonstruktionbranschen. Tsipras var under studietiden aktiv i ett flertal olika vänsterorganisationer och gick med i Kommunistiska ungdomsförbundet under 1980-talet. Han var först medlem Greklands kommunistiska parti som i sin del var en del av Syriza, som vid den tiden var en koalition av vänsterpartier. När kommunistpartiet lämnade koalitionen, valde Tsipras att stanna kvar i Syriza.
Tsipras tillträdde som partiledare för Syriza 4 oktober 2009 efter att ha blivit vald till posten på partiets kongress i november föregående år. I parlamentsvalet 2009 fick Syriza 5,04 procent av rösterna och Tsipras blev ledamot av Hellenska parlamentet. Han valdes därefter enhälligt som gruppledare för Syriza i parlamentet. I nyvalet i maj 2012 ökade Syriza till 16,78 procent och fick 52 mandat. Eftersom inget parti lyckades att bilda regering efter valet hölls ett nyval i juni där partiet ökade till 26,9 procent och fick 71 mandat i parlamentet.

### Greklands premiärminister
Efter att Hellenska parlamentet misslyckats att välja en ny president den 29 december 2014 utlystes ett nyval till den 25 januari 2015. I nyvalet fick Syriza 36,3 procent av rösterna och blev Greklands största parti med 149 mandat i parlamentet. Detta var första gången sedan militärjuntans fall som ett annat parti än Ny demokrati eller socialdemokratiska PASOK var störst.
Efter att ha kommit överens med partiet Oberoende greker om att bilda en koalitionsregering tillträdde Tsipras som premiärminister den 26 januari 2015. Efter sju månader som premiärminister meddelade Tsipras sin avgång och utlyste samtidigt nyval i Grekland. För att ett nyval ska kunna hållas var han av konstitutionella skäl tvungen att avgå.
En månad senare, 21 september 2015, återkom han som landets premiärminister.
Vid valet 2019 förlorade Syriza dock och Tsipras  avgick. Han efterträddes som premiärminister av  Kyriakos Mitsotakis från Ny demokrati 

## Privatliv
Tsipras har sedan 1987 ett förhållande med ingenjören Peristera Batziana. De träffades under studietiden i Aten och var båda medlemmar i Greklands kommunistiska ungdom. Paret har två söner tillsammans. Tsipras är även ett hängivet fotbollsfan och stöder laget Panathinaikos F.C.. Tsipras har beskrivit sig själv som ateist.